# 西征梦
《西征梦》是一个中国相声的段子，郭德纲的版本讲的是梦到被美国总统布什请去剿灭恐怖分子的故事。

## 历史传承
最初版本创作于清朝末年，叫《堆儿兵做梦》，当时的艺人说的是做梦去见西太后，请了一道圣旨领军去打太平天国。民国时代，又被艺人们就改成做梦去见袁大总统，带着兵去打军阀。如张寿臣的《打白朗》。
郭德纲将把前人的老段子老做法重新传承和改革，改变了调侃的对象，段子的框架和梁子没有大的变动。

## 故事梗概（郭德纲版本）
故事的主人公梦想成为一个军事家。由于找不到合适的军事工作，以门卫职业为生。一日，美国总统布什高薪聘请他到美国去为对抗恐怖分子出谋划策。在和美国外交人员见面面谈之后，决定出发。他乘坐一辆简陋的直升飞机经过数月到了美国。美国总统布什操河南话迎接他并在食堂招待他吃小龙虾。这时恐怖分子袭击，他在战斗中梦醒了。